# Antoine Saad
Pour les articles homonymes, voir Saad.
Antoine Saad (né à Rachaya en 1937 et mort le 3 mars 2025) est un homme politique libanais.
Il intègre l'Armée libanaise en 1957 et atteint le grade de Général en 1994, avant de prendre sa retraite en 1998.
Ami personnel de Walid Joumblatt, opposant de la Syrie, il est aussi combattu par le Général Michel Aoun. Le 1er janvier 1990, Aoun l’arrête et l’accuse de préparer un coup d'État, en collaboration avec les Forces libanaises. Il est relâché quatre mois plus tard par le président Elias Hraoui.
En 2005, il est élu député grec-orthodoxe de Rachaya-Békaa Ouest, sur la liste de l'Alliance du 14 Mars, battant la principale figure prosyrienne de la région, l'ex numéro 2 du Parlement, Elie Ferzli. Il est membre du Rassemblement démocratique dirigé par Walid Joumblatt, au sein de la majorité parlementaire.